# بوزس
بوزس ( یونانی: Βούζης   ، fl. ۵۲۸–۵۵۶) یک ژنرال روم شرقی ( بیزانس ) بود که در سلطنت ژوستینین یکم (ح. ۵۲۷–۵۶۵) در جنگ‌ها علیه ایرانیان فعال بود.

## خانواده
بوزس از بومیان تراکیه بود. او احتمالاً پسر ژنرال و شورشی ویتالین بود. پروکوپیوس کوتز و ونیلوس را برادران بوز می‌داند. خواهری که نامش فاش نشده مادر دومننتیولوس بود. 

## جنگ ایبری

### نبرد تانوریس (یا میندوس)

نقشه منطقه مرزی روم و ایران

بوزس اولین بار در سال ۵۲۸ به عنوان دوکس مشترک فونیسه لیباننسیس همراه با برادرش Coutzes ذکر شد. (استان آنها بخشی از حوزه بزرگتر شرق بود و مناطقی در شرق جبل لبنان را در بر می گرفت). بوزس در پالمیرا مستقر بود، در حالی که کوتزس در دمشق . پروکوپیوس هر دو برادر را در آن زمان جوان توصیف کرده است. 